# Orrin Keepnews
Orrin Keepnews (2. března 1923 New York – 1. března 2015) byl americký hudební producent specializující se na jazzovou hudbu. Studoval na Kolumbijské universitě, kde v roce 1943 absolvoval v oboru angličtina. Pracoval jako hlavní producent pro několik vydavatelství, jako například Fantasy Records nebo Muse Records. Během své kariéry rovněž několik vydavatelství založil, byla to Riverside Records (1953), Milestone Records (1966) a Landmark Records (1985). Produkoval alba mnoha hudebníků, jako byli Wes Montgomery, Blue Mitchell nebo Moon Beams. V roce 2011 získal ocenění NEA Jazz Masters. Zemřel roku 2015 ve věku 91 let.